# (7269) Alprokhorov
(7269) Alprokhorov est un astéroïde de la ceinture principale.

## Description
(7269) Alprokhorov est un astéroïde de la ceinture principale. Il fut découvert le 2 novembre 1975 à Naoutchnyï par Tamara Smirnova. Il présente une orbite caractérisée par un demi-grand axe de 3,00 UA, une excentricité de 0,11 et une inclinaison de 2,9° par rapport à l'écliptique.

## Compléments